# EUTM Mosambik
Die European Union Training Mission in Mosambik (kurz: EUTM Mosambik) ist eine militärische Ausbildungsmission mehrerer EU-Staaten in Kooperation mit den Streitkräften Mosambiks. Die Mission begann Ende 2021 auf Beschluss des europäischen Rates am 12. Juli desselben Jahres. Ziel des Einsatzes ist die Ausbildung mosambikanischer Soldaten im Kampf gegen die Rebellengruppe al-Shabab.

## Hintergrund
Seit 2017 agiert in der nördlichen Region Cabo Delgado die Rebellengruppierung al-Shabab (deutsch: die Jugend) – nicht zu verwechseln mit der gleichnamigen Miliz in Somalia. Die mosambikanische Gruppierung, die unter anderem auch als Ansar al-Sunna (und lokal als al-Shabaab in Mosambik) bekannt ist, hat Berichten zufolge bereits im April 2018 dem ISIS die Treue geschworen und wurde im August 2019 vom ISIS-Kern als angeschlossenes Mitglied anerkannt.
Analysten zufolge ist die ungleiche Verteilung der Gewinne aus der Gasförderung durch westliche Konzerne, u. a. TotalEnergies, ExxonMobil, eine der zentralen Ursachen des Konfliktes. Die gewaltsamen Angriffe der Milizen richten sich u. a. gegen die Gasinfrastruktur und führten zwischenzeitlich zur Evakuierung der Mitarbeiter beteiligter Unternehmen. Auch eine Studie des in Pretoria ansässigen Institute for Security Studies zeigt, dass die Mehrheit der lokalen Bevölkerung in der Region die Ressourcenausbeutung als Hauptursache des bewaffneten Konfliktes sieht.

## Mandat
Das Mandat der EUTM Mosambik umfasst vier Kernbereiche:
1. Militärische Ausbildung der mosambikanischen Streitkräfte im operativen Bereich
2. Ausbildung von Spezialeinheiten, insbesondere in der Terrorismusbekämpfung
3. Training und Ausbildung im Bereich des humanitären Völkerrechts, der Menschenrechte und dem Schutz der Zivilbevölkerung
4. Unterstützung der UN-Resolution 1325 bzw. der Agenda „Frauen, Frieden und Sicherheit“

Die Mission wird zwei Jahre nach Erreichen der vollen Einsatzfähigkeit des Militärs enden. Die Ausbildungsmission verfügt über ein Budget von mindestens 15,16 Mio. Euro.